# Relations entre la Barbade et l'Union européenne
Les relations entre la Barbade et l'Union européenne reposent principalement sur le partenariat de l’Union avec les pays d'Afrique, Caraïbes et Pacifique, la Communauté caribéenne et la Communauté d'États latino-américains et caraïbes.
La stratégie de coopération entre l’Union et la Barbade pour la période 2008-2013 vise à soutenir les politiques du gouvernement, en particulier celles visant à promouvoir le développement des ressources humaines et la diversification économique au moyen d'une aide budgétaire. L'objectif principal est de diversifier la base économique du pays (notamment par la diversification d'une économie fondée sur l’exploitation du sucre à la production d'éthanol et d'électricité.

## Sources

## Compléments